# Emilio Alonso Río
Emilio Alonso Río (* 7. Juni 1948 in Pedrosa de Río Úrbel) ist ein ehemaliger spanischer Handballspieler und Handballtrainer.

Emilio Alonso Río (2023)

## Karriere
Emilio Alonso hat einen Abschluss in Leibeserziehung und Sport an der Fakultät für Sportwissenschaft (Facultad de Ciencias de la Actividad Física y del Deporte, kurz INEF) der Polytechnischen Universität Madrid. Er spielte zunächst selbst Handball, bevor er als Fitnesstrainer und Handballtrainer arbeitete. Über Atlético Madrid kam er zur Königlichen spanischen Handballföderation (RFEBM). Dort wurde er Trainer der spanischen Frauen- (zwei Spiele) und Männer-Handballnationalmannschaft. Mit den Männern gewann er die B-Weltmeisterschaft 1979 und belegte den 5. Platz bei den Olympischen Spielen 1980 in Moskau. Mit den Frauen von Rancho de Castelldefels, die er zwei Jahre lang trainierte, gewann er in der Saison 1979/80 die Copa de la Reina. Von 1984 bis 1989 trainierte er den Erstligisten BM Granollers, mit dem er Plätze zwischen 3 und 5 belegte. In der Copa del Rey 1986/87 unterlag er im Finale BM Atlético Madrid. Am 15. Dezember 1988 übernahm er gemeinsam mit César Argilés die spanische Männer-Handballnationalmannschaft von Juan de Dios Román und nahm an der B-Weltmeisterschaft 1989 teil. Ab 1991 war Alonso Trainer des spanischen Erstligisten Teka Santander, mit dem er die Copa ASOBAL 1991/92, die Supercopa Asobal 1992/93, die Liga ASOBAL 1992/93 und den IHF-Pokal 1992/93 gewann. In den Finalspielen des Europapokals der Landesmeister 1991/92 unterlag er mit Santander gegen Badel 1862 Zagreb.
Im Sommer 1993 beendete er seine Trainerlaufbahn und konzentrierte sich auf seine Lehrtätigkeit am Instituto Nacional de Educación Física de Cataluña (INEFC) in Barcelona, wo er seit 1976 unterrichtet.
Im Jahr 2002 erhielt er die Medalla de Oro de la Diputación.